# Јелена Бан
Јелена Бан (Босут код Сремске Митровице, 20. јун 1906 – Београд, 20. август 1981) била је гимнастичарка. 

## Образовање
Школовала се у Сремској Митровици, где је у Соколском друштву положила испит за предњаке. Начелница Сокола у овом граду била је у периоду од 1929. до 1932. Усавршавала се 1934. године у Чехословачкој, у прашкој шестонедељној соколској школи. 

## Професионална каријера
До Априлског рата 1941., деловала је као предњак у Савезу сокола Краљевине Југославије и налазила се у женском стручном одбору Начелништва. Ту је водила течајеве за народне игре и семинаре за припрему жупских и савезних соколских слетова. Била је организатор и предавач у Савезној предњачкој једногодишњој школи у Љубљани и Београду. 

### Каријера после рата
После рата наставила је рад, најпре у Просветном одељењу Народног одбора Београда као референт за народне игре и руководилац група за ову активност међу омладином. Од 1946. године, налазила се у стручном одбору Фискултурног савеза Југославије. У периоду од 1948. до 1952. била је у Гимнастичком савезу Југославије, а затим у Савезу за телесно васпитање Југославије Партизан. Радила је са члановима дечјег узраста и женама.

## Заслуге
Одликована је Орденом заслуга за народ са сребрним венцем. 